# Уодделл, Джимми
Джеймс «Джи́мми» Уо́дделл (англ. James «Jimmy» Waddell; род. 1937) — шотландский кёрлингист.

## Достижения
- Чемпионат мира по кёрлингу среди мужчин: серебро (1964).
- Чемпионат Европы по кёрлингу: золото (1979).
- Чемпионат Шотландии по кёрлингу среди мужчин: золото (1964, 1972, 1974, 1979).
- Чемпионат Шотландии по кёрлингу среди смешанных команд: золото (1987).

## Команды
| Сезон                                                 | Четвёртый        | Третий           | Второй          | Первый          | Турниры                      |
| ----------------------------------------------------- | ---------------- | ---------------- | --------------- | --------------- | ---------------------------- |
| 1963—64                                               | Алекс Ф. Торранс | Алекс А. Торранс | Роберт Киркленд | Джимми Уодделл  | ЧШМ 1964 · ЧМ 1964           |
| 1971—72                                               | Алекс Ф. Торранс | Алекс А. Торранс | Роберт Киркленд | Джимми Уодделл  | ЧШМ 1972 · ЧМ 1972 (4 место) |
| 1973—74                                               | Джимми Уодделл   | Джим Стил        | Роберт Киркленд | Уилли Фрейм     | ЧШМ 1974 · ЧМ 1974 (8 место) |
| 1978—79                                               | Джимми Уодделл   | Уилли Фрейм      | Джим Форрест    | Джордж Брайан   | ЧШМ 1979 · ЧМ 1979 (6 место) |
| 1979—80                                               | Джимми Уодделл   | Уилли Фрейм      | Джим Форрест    | Джордж Брайан   | ЧЕ 1979                      |
| Кёрлинг среди смешанных команд (mixed curling, микст) |                  |                  |                 |                 |                              |
| 1987                                                  | Джим Уодделл     | Изобель Уодделл  | Alec Torrance   | Изобель Торранс | ЧШСК 1987                    |

(скипы выделены полужирным шрифтом)

## Частная жизнь
Член семьи кёрлингистов: его жена — Изобель Уодделл, бронзовый призёр чемпионатов мира и Европы; их внуки — Кайл Уодделл, чемпион мира и Европы, участник зимних Олимпийских игр 2018, чемпион мира среди юниоров 2013, вице-чемпион Европы 2017, и Крейг Уодделл, вместе с Кайлом бронзовый призёр чемпионата Европы.